# وانجيرو كينيانجوي
وانجيرو كيني انجوي (بالإنجليزية: Wanjiru Kinyanjui)‏ (مواليد 1958)، هُو شاعروكاتب ومُخرج أفلام كيني. كانت أبرز أعماله هُو إخراجه لفيلم معركة الشجرة المقدسة.

## وصلات خارجية
- وانجيرو كينيانجوي في قاعدة بيانات الأفلام على الإنترنت